# Opération Harpie
L’opération Harpie est une opération interministérielle française réalisée en Guyane depuis le mois de février 2008, menée conjointement par les forces de gendarmerie et les forces armées en Guyane pour lutter contre l'orpaillage illégal en Guyane. Près d’un millier de militaires participent à cette mission.
Elle fait suite à l'opération Anaconda.

## Objectifs
Ordonnée par le président de la République française, Nicolas Sarkozy, elle a pour objectif de paralyser les sites d’orpaillage clandestins sur tout le territoire du département de la Guyane. L’objectif est de diminuer la rentabilité de la production d’or des garimpeiros afin de les amener, à terme, à la cessation de leur activité. 
Cet objectif d’éradication de l’orpaillage illégal sur le territoire guyanais est décliné en axes d’opérations. L'essentiel des efforts des opérations Harpie portent sur la destruction des sites et des moyens de production. Cet objectif est assuré par des patrouilles conjointes, menées majoritairement par la Gendarmerie nationale et par les Forces armées en Guyane (FAG) mais aussi par des agents de l'Office national des forêts, du Parc amazonien de Guyane, des douanes et de la Police aux frontières, appuyées par des reconnaissances aériennes. 
Ces patrouilles sont chargées de la saisie ou de la neutralisation des outils les plus coûteux tels que les concasseurs. De même, le mercure, indispensable à l’activité d’orpaillage, est l'un des objectifs des patrouilles. 
Les garimpeiros s'adaptent. Ils s’installent dans des chantiers plus petits, donc mieux dissimulés par la canopée. De même, les concasseurs neutralisés en forêt sont souvent réparés ou recyclés en quelques jours ce qui mène dès que possible à leur évacuation par hélicoptère. 
Les réseaux logistiques des garimpeiros sont l’autre cible des opérations Harpie. Il ne s’agit pas de viser directement l’activité d’extraction aurifère, mais ceux qui l’approvisionnent en matériaux et vivres. 
Avec la mise en place de barrages fluviaux permanents, les routes d’approvisionnement se sont déportées vers la forêt, provoquant une augmentation des délais, des prix et une diminution des quantités transportées. Si les réseaux démantelés sont souvent remplacés, les nouveaux peinent à retrouver leurs clients précédents et à rétablir une distribution aussi efficace qu’auparavant. 
Les militaires français opèrent depuis des camps situés autour de barrages fluviaux afin de repérer les points de passage et de saisir la marchandise. Ces destructions affectent directement l’activité des garimpeiros ainsi que les profits engrangés puisqu'il y a moins de vivres et d’outils qui parviennent aux chantiers ce qui provoque à terme l’augmentation des coûts de fonctionnement des chantiers, parfois jusqu’à l’asphyxie de l’activité.
Ces résultats doivent être cependant largement modérés avec l'évidente augmentation des activités d'orpaillage illégal dans les années 2010.

## Forces françaises engagées

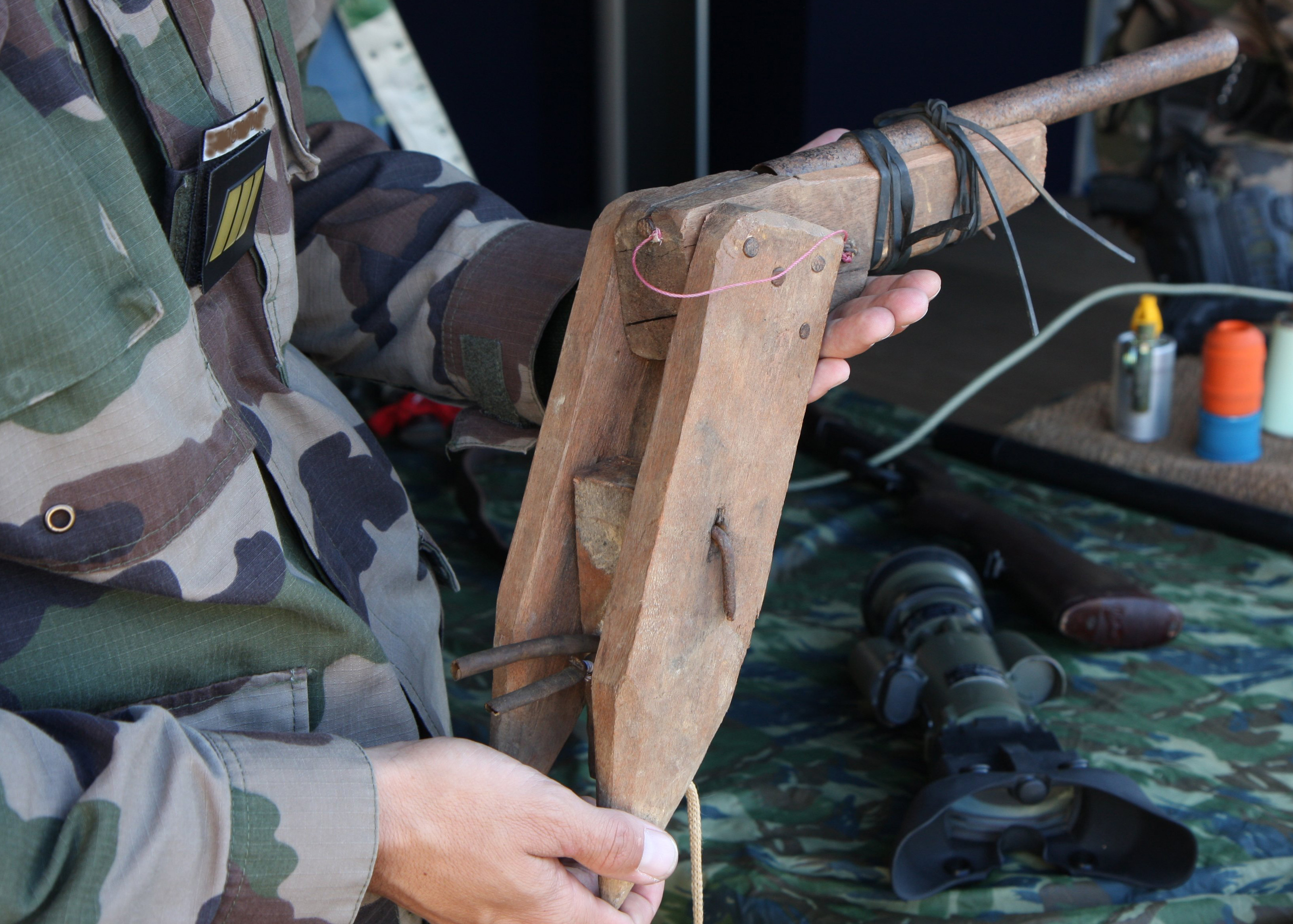
Arme de fabrication artisanale saisie par la Gendarmerie en Guyane

Trois cent cinquante militaires des Forces armées en Guyane et jusqu'à deux cents gendarmes sont déployés en permanence sur les réseaux fluviaux pour tenter de neutraliser les flux logistiques des orpailleurs et en forêt pour démanteler les sites d’exploitation d’or illégaux.
Parmi les éléments engagés, figurent l’Armée de terre (3e REI, 9e RIMa et de nombreuses unités d'infanterie et de génie en missions de courte durée), la Gendarmerie (avec des unités locales dont l'antenne du GIGN et des unités déplacées : escadrons de Gendarmerie mobile), les Douanes, la Direction centrale de la Police aux frontières, des hélicoptères et des avions de l’Armée de l'air, le Parquet, ainsi que des agents de l’Office national des forêts et du Parc amazonien de Guyane.
Le dispositif aérien était composé d’un avion CASA, de trois hélicoptères Puma, d’un hélicoptère Fennec et d’un hélicoptère EC-145 de la gendarmerie. Il a permis la mise en place des militaires aux abords immédiats du site d’exploitation. Le soutien sanitaire a été assuré au plus près par deux équipes du service de santé des armées.
La Marine nationale peut intervenir aux embouchures des fleuves et mettre à disposition son expertise dans certaines opérations. 
En 2010, près de 600 opérations se sont traduites par l’interpellation de 1 500 étrangers en situation irrégulière.

## Bilan humain pour les forces françaises
Le 8 juillet 2010, Julien Giffard, un soldat de 1re classe du 1er régiment d'infanterie, disparaît dans la rivière Tampok après qu’une embarcation clandestine a percuté une pirogue militaire. Son corps est retrouvé sans vie quatre jours plus tard. Sa mort est la première de l’opération Harpie.
Le 27 juin 2012, deux militaires, l’adjudant Stéphane Moralia, 29 ans, et le caporal-chef Sébastien Pissot, 34 ans, du 9e régiment d'infanterie de marine de Cayenne, sont tués et quatre gendarmes du Groupe de pelotons d'intervention (GPI) de la gendarmerie en Guyane sont blessés, dont deux grièvement, dans une embuscade lors d'une opération conjointe entre l’armée et la gendarmerie dans la région de Dorlin, à environ 150 km au sud-ouest de Cayenne et à l’est de Maripasoula. Le caporal-chef Pissot a été tué alors qu’il portait secours aux premiers blessés. Près de 120 gendarmes français dont 22 membres du GIGN (ainsi que des unités des FAG sur place) sont mobilisés au cours de l'opération Alatale Nui pour participer à une traque d’une ampleur sans précédent au cœur de la jungle à la poursuite du gang de garimpeiros dirigé par Ferreira Manoel Moura, alias Manoelzihno. Traqués, quatre membres de ce gang dont Manoelzihno sont condamnés le 19 octobre 2016 par la cour d'assises spéciale de Fort-de-France.
Le 8 juin 2016, le soldat de 1re classe Émile Avaé, 23 ans, du 6e régiment du génie, est tué par la chute d'un arbre lors d'une opération de lutte contre l'orpaillage clandestin.
Le 21 décembre 2017, le sergent Alexandre Ashing, 30 ans, est tué par un tir accidentel avec sa propre arme alors qu'il se trouve sur une pirogue qui descend le Maroni.
Le 11 août 2018, le caporal-chef Ibrahim Camara, du 3e régiment étranger, est tué dans un accident de la route sur la commune de Régina après qu'un camion soit tombé dans un ravin.
Le 17 juillet 2019, le sergent-chef Edgar Roellinger, 27 ans, le caporal-chef de 1re classe Guyot, 31 ans, et le caporal-chef de 1re classe Vandeville, 30 ans, du 19e régiment du génie, sont tués au cours d'une opération de lutte contre l'orpaillage illégal par des émanations toxiques, alors qu'ils s'apprêtaient à détruire une galerie.
Le 25 mars 2023, le maréchal des logis-chef Arnaud Blanc, 35 ans, de l'antenne GIGN de Cayenne, est tué par balle lors d'une opération de lutte contre l'orpaillage illégal dans le site de Dorlin, dans la région de Maripasoula.
Le 7 mai 2023, l'adjudant Guy Barcarel, du 3e régiment étranger d'infanterie, tombe d'une pirogue au cours d'une opération nocturne et est porté disparu. Son corps sans vie est retrouvé le 10 mai 2023 dans le fleuve Oyapock, près de Camopi. Il était chef coutumier pour les Amérindiens Teko de Camopi et membre du Grand conseil coutumier.

## Honneurs
Depuis le 1er mars 2008, la médaille de la protection militaire du territoire possède l’agrafe Harpie et est décernée aux militaires ayant effectué trente jours de présence (continue ou discontinue) dans l'opération Harpie.